# 正安街道
正安街道，原为镇安镇，是中华人民共和国重庆市开州区下辖的一个乡镇级行政单位。位于重庆市开县中部，南河、桃溪河交汇处，距开县县城12千米。面积56.67平方千米，人口31901人（2005年）。省道开（县）梁（平）公路汉临段高等级路过境。2020年8月，撤镇设街道。

## 行政区划
正安街道现辖：
紫徽社区、双峰社区、丰盛社区、芭蕉村、辽叶村、白华村、镇安村、永共村、歇马村和丰太村。